# 燕號列車
「燕」（日语： Tsubame */?）是在九州旅客鐵道（JR九州）九州新幹線上運行，每站皆停的列車。燕號列車是2004年（平成16年）3月13日九州新幹線新八代至鹿兒島中央路段通車時所設的列車等級，也是九州新幹線在全線通車前唯一的車等。但2011年3月九州新幹線全線通車後，燕號就改為九州新幹線路段之內專用的每站皆停列車。其所屬的線路顏色為水色（■）。

## 名稱由來
「燕」這列車名稱的起源，則可追溯至1930年（昭和5年）10月。二戰前後它一直是日本國有鐵道（國鐵）的特急列車，主要行駛於東海道本線與山陽本線／鹿兒島本線上。該系譜的列車曾在1975年（昭和50年）3月時，因為山陽新幹線的啟用而中斷了一些時日，直到1992年（平成4年）時JR九州最新銳的特急車種787系啟用之後，才以鹿兒島本線特急列車的身份復活，並於2004年時升級為新幹線列車用名。

## 歷史
- 2004年3月13日：隨九州新幹線部分路段通車而設置。
- 2005年夏季：多增添了一個編組（U006），以方便應付每兩年一個週期的車輛檢查時的調度。
- 2007年3月18日：按法例規定，所有車廂禁煙。

## 營運

### 停靠車站
| 列車班數＼車站    | 新下關 | 小倉 | 博多 | 新鳥 | 久留米 | 筑後船小屋 | 新大牟田 | 新玉名 | 熊本 | 新八代 | 新水俣 | 出水 | 川內 | 鹿兒島中央 | 附註                      |
| ----------------- | ------ | ---- | ---- | ---- | ------ | -------- | -------- | ------ | ---- | ------ | ------ | ---- | ---- | ---------- | ------------------------- |
| 上行5班/下行3班   |        | ○    | ●    | ●    | ●      | ●        | ●        | ●      | ●    | ●      | ●      | ●    | ●    | ●          | 包含小倉迄的1個上行班次   |
| 上行23班/下行24班 | ○      | ○    | ●    | ●    | ●      | ●        | ●        | ●      | ●    |        |        |      |      |            | 包含新下關迄的1個上行班次 |
| 上行1班/下行1班   |        |      | ●    | ●    | ●      | ●        |          |        |      |        |        |      |      |            |                           |
| 上行1班/下行2班   |        |      |      |      |        |          |          |        | ●    | ●      | ●      | ●    | ●    | ●          |                           |
| 上行1班/下行1班   |        |      |      |      |        |          |          |        |      |        |        |      | ●    | ●          |                           |

圖例：
●：代表所有班次皆停靠
○：代表僅有部分班次停靠

### 行車時間
- 新八代－鹿兒島中央：最快35分鐘
- 熊本－鹿兒島中央：最快57分鐘
- 博多－鹿兒島中央：最快2小時

### 使用車輛

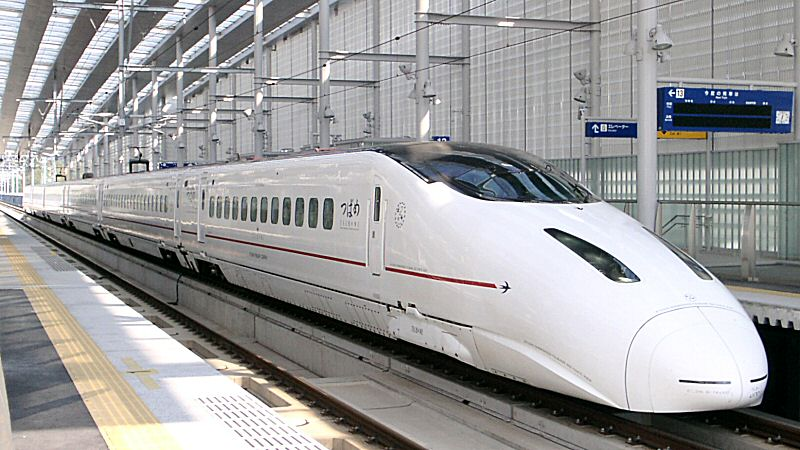
在新水俁站的燕號列車

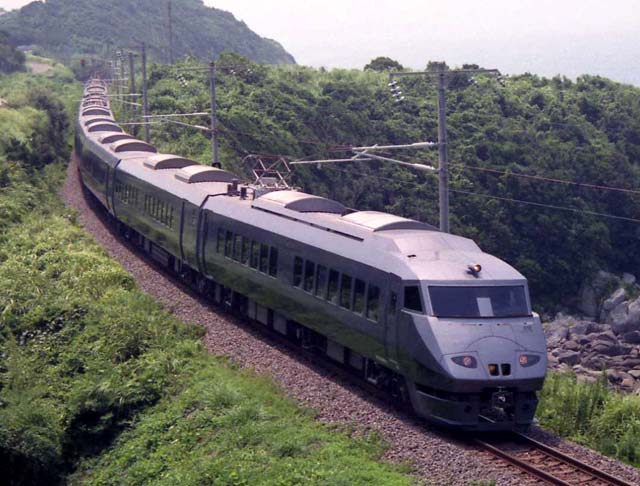
鹿兒島本線時代的787系「燕」

「燕子」主要以6輛編組的新幹線800系（U001至U009）營運，部分班次使用新幹線N700系7000番台或8000番台營運。
列車編組
- 全車禁煙
- 以800系行駛的班次沒有綠色車廂；以N700系行駛的班次有綠色車廂。
- 設有指定席、自由席。800系全車均採2+2座位配置；N700系綠色車廂及指定席採2+2座位配置，自由席採2+3座位配置。

## 其他
新登場列車採用了公開徵選的方式來決定命名，原本投票排行第一的「隼人」（はやと，Hayato，九州男子的代稱）因為發音與已經實際在運行的JR東日本行駛於東北新幹線上的列車「疾風」（はやて，Hayate）過於接近，因此被放棄而改用了排行第三的「燕」（つばめ，Tsubame，燕是九州的象徵鳥類）。自戰前（1930年）東海道本線上的超特急列車開始，這是日本鐵路系統第五種使用了相同命名的列車班次，其中第四代的燕子號特急列車與第五代同樣都是屬於JR九州管轄，前者是1992年到2004年間行駛於鹿兒島本線上的特急列車。

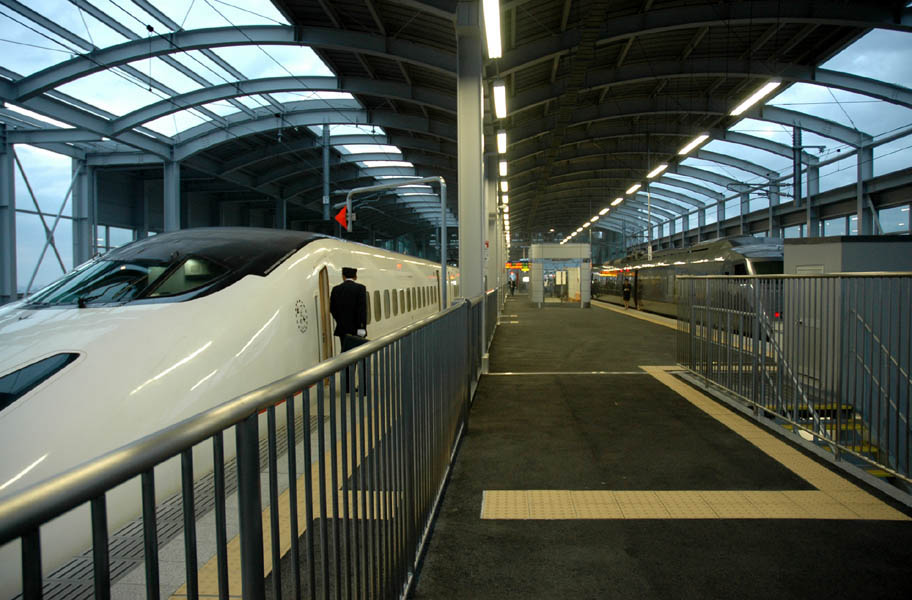
在九州新幹線尚未全線通車的時代，位於新八代車站內的同月台轉乘配置，其中左側為新幹線燕號，右側為在來線接力燕號。

在2004年至2011年間、九州新幹線部分通車時期，原博多至新八代間新幹線尚未通車的路段曾暫時以行駛於鹿兒島本線上的第四代燕號列車進行路線與班次修改，成為L特急列車「接力燕」（リレーつばめ，Relay Tsubame，與第四代燕號同樣使用787系車型），負責九州新幹線北段（博多～新八代）尚未完工前的接駁列車，行駛於兩地間的鹿兒島本線上。也就是說，在新幹線等級的第五代燕號啟用時，在來線等級的第四代燕號並沒有真正廢班。在這段期間所有的燕號列車之班次都有一個接力燕班次對應，旅客只需購買一張車票即可搭乘兩段路程。班號相同的燕號與接力燕號會同時停靠在新八代車站內的同一座島式月台兩側，且同樣編號的車廂互相對齊，以利往返的旅客快速接駁。